# Cetonurus crassiceps
Cetonurus crassiceps är en fiskart som först beskrevs av Günther, 1878.  Cetonurus crassiceps ingår i släktet Cetonurus och familjen skolästfiskar. Inga underarter finns listade i Catalogue of Life.